# Phaonia canaliculata
Phaonia canaliculata este o specie de muște din genul Phaonia, familia Muscidae, descrisă de Robineau-desvoidy în anul 1830. Conform Catalogue of Life specia Phaonia canaliculata nu are subspecii cunoscute.